# Europa Report
Europa Report és una pel·lícula de ciència-ficció estatunidenca de 2013 dirigida per Sebastián Cordero i escrita per Philip Gelatt. És protagonitzada per Christian Camargo, Anamaria Marinca, Michael Nyqvist, Daniel Wu, Karolina Wydra i Sharlto Copley. Una pel·lícula de metratge apropiat, que explica la història fictícia de la primera missió tripulada a Europa, un dels quatre Satèl·lits galileans de Júpiter. Malgrat una fallada tècnica desastrosa que provoca la pèrdua de totes les comunicacions amb la Terra, i una sèrie de crisi addicionals, la tripulació continua la seva missió a Europa i troba proves creixents de vida al satèl·lit.

## Argument
La Dra. Samantha Unger, CEO d'Europa Ventures, narra la història de la missió Europa One. Sis astronautes s'embarquen en una missió amb finançament privat a la lluna Europa de Júpiter en un intent de trobar vida extraterrestre. Els membres de la tripulació són el comandant William Xu, la pilot Rosa Dasque, l'oficial científic en cap Daniel Luxembourg, l'oficial de ciències de biologia marina Katya Petrovna, l'enginyer junior James Corrigan i l'enginyer en cap Andrei Blok.
Després de sis mesos de temps de missió, una tempesta solar colpeja la nau, destruint la comunicació amb el control de la missió. En Blok i en Corrigan realitzen una activitat extravehicular (EVA) per reparar el sistema des de fora, però un accident trenca el vestit d'en Blok. Mentre és guiat de nou cap a la tanca d'aire, en Blok s'adona que el vestit d'en Corrigan ha estat recobert amb hidrazina i no pot entrar a l'esclusa o contaminaria la resta de la nau. En Blok intenta salvar en Corrigan traient-lo del vestit, però s'apaga per falta d'oxigen. Sabent que no hi ha esperança per a si mateix, en Corrigan empeny en Blok a la tanca d'aire, impulsant-se així lluny de la nau. Encallat, mor a l'espai; la tripulació continua amb la missió, desmoralitzada per la mort de Corrigan.
Al cap de vint mesos, la nau entra en òrbita al voltant d'Europa. Aterra amb seguretat a Europa, però falla la seva zona objectiu. La tripulació perfora el gel i llança una sonda al mar subjacent. Blok, que es veu privat de son fins al punt de preocupar-se de la resta de la tripulació, veu una llum fora de la nau; no és capaç d'enregistrar-lo ni de convèncer la tripulació de la seva aparició. La sonda és colpejada per un objecte lluminós desconegut i es perd el contacte amb ell.
Petrovna insisteix a recollir mostres a la superfície d'Europa; la tripulació vota i se la deixa anar. Analitzant les mostres, Luxemburg descobreix rastres d'un organisme unicel·lular. Petrovna veu una llum blava a la distància i decideix investigar-la. Quan s'acosta a la llum, el gel que hi ha a sota es trenca i ella cau. La seva càmera muntada al cap continua emetent, mostrant els seus últims moments mentre la llum blava es reflecteix als seus ulls. Aleshores, l'emissió de la càmera es tanca.
La tripulació accepta marxar per informar del seu descobriment a la Terra, però els motors funcionen malament. Quan l'aterrador torna a la superfície d'Europa, Xu es descorda del seient per llençar l'escut d'aigua per reduir la velocitat de l'impacte. El vaixell s'estavella al lloc d'aterratge originalment apuntat. En l'impacte, Xu mor i l'aterrador es fa malbé, perdent oxigen i perdent calor. Comença a enfonsar-se en el gel.
En Blok i Luxemburg es van posar els seus vestits d'EVA per fer reparacions fora del vaixell. Luxemburg intenta baixar però mor quan cau pel gel. En Blok sap que no hi ha cap possibilitat que ell sol pugui reparar l'aterratge abans que s'enfonsi. En canvi, aconsegueix arreglar l'enllaç de comunicació amb la nau mare en òrbita, a costa d'apagar els sistemes de suport vital. Com Petrovna, veu una llum blava i mor en caure pel gel.
Ara sol, Dasque restableix la comunicació amb la Terra; totes les imatges i dades recollides que s'han desat des de la tempesta solar es transmeten a la Terra a través de la nau mare. El gel s'esquerda i l'aterrador comença a enfonsar-se. Anticipant la seva mort, Dasque obre la tanca d'aire per inundar l'aterrador amb l'esperança de revelar la font de la llum. A mesura que l'aigua puja cap a la cabina, veu una criatura bioluminiscent amb tentacles que s'aixeca cap a ella abans que la càmera deixi de gravar.
A l'epíleg la narradora Samantha Unger confirma que la tripulació d'Europa va descobrir la vida a través d'un metratge d'una escena anterior de la tripulació posant davant de la càmera.

## Repartiment
- Anamaria Marinca com a Rosa Dasque
- Michael Nyqvist com a Andrei Blok
- Karolina Wydra com a Katya Petrovna
- Daniel Wu com a William Xu
- Sharlto Copley com a James Corrigan
- Christian Camargo com a Daniel Luxembourg
- Embeth Davidtz com a Dr. Samantha Unger
- Dan Fogler com a Dr. Nikita Solokov
- Isiah Whitlock, Jr. com el Dr. Tarik Pamuk
- Neil deGrasse Tyson com ell mateix (imatges d'arxiu)

## Producció
El rodatge va tenir lloc a Brooklyn, Nova York. La primera imatge de la pel·lícula es va revelar l'11 de febrer de 2012. Poc després es va llançar un lloc web per promocionar la pel·lícula.
El guió va ser escrit per Philip Gelatt i el disseny de producció va ser fet per Eugenio Caballero. La banda sonora fou composta per Bear McCreary. La pel·lícula és una pel·lícula de metratge apropiat i segueix una progressió no lineal.
La tripulació va utilitzar com a inspiració imatges reals de l'Estació Espacial Internacional i les caminades espacials del Transbordador espacial. La nau espacial va ser dissenyada mitjançant gràfics per ordinador, donant gran detall als angles de càmera que s'utilitzaran a la pel·lícula. La ingravidesa es va simular amb boles d'equilibri; la suspensió dels cables es va utilitzar per a les preses interiors. La nau que s'inundava va ser filmada en una maqueta a escala d'un terç.
Per a la precisió, la representació d'Europa es va basar en dades de mapes de la superfície de la lluna de la NASA i del Jet Propulsion Laboratory (JPL). La criatura va ser dissenyada per ser bioluminiscent començant pels conceptes inicials. El supervisor d'efectes visuals va declarar que la criatura es basava en una creu d'un pop i un calamar, amb esbossos primerencs semblants a una medusa i una manta gegant.
El 20 de maig de 2012 es va publicar un tràiler en línia. La pel·lícula es va estrenar en vídeo a la carta, iTunes i Google Play Movies & TV el 27 de juny de 2013. Es va estrenar als cinemes el 2 d'agost de 2013.

## Recepció
Europa Report ha rebut ressenyes generalment positives de la crítica. Rotten Tomatoes dóna a la pel·lícula una puntuació del 81% basada en 80 ressenyes, la seva lectura resumida, "Claustrofòbica i elegant, Europa Report és un thriller de combustió lenta que torna la ciència a la ciència-ficció." El lloc web d'agregació de ressenyes Metacritic dóna una puntuació de 68 sobre 100 segons les ressenyes de 25 crítics.
A Jeannette Catsoulis, que va escriure per a The New York Times, li va agradar que la pel·lícula funcionés per mantenir-se realista, i va trobar eficaç la combinació del disseny de producció de Caballero i la fotografia de Chediak.
Justin Chang, de la revista Variety, va qualificar la pel·lícula com un "assoliment raonablement plausible i controlat de manera impressionant". mentre que Space.com va dir que la pel·lícula era "[una] de les representacions més emocionants i realistes de l'exploració espacial des de Moon o 2001: una odissea de l'espai". Fearnet va dir que la pel·lícula era " Una de les pel·lícules de ciència-ficció més sinceres, amb suspens i fascinants dels últims anys".
La pel·lícula va ser nominada al Premi Ray Bradbury pels membres de la Science Fiction and Fantasy Writers Association.